# Ophiomitrella corynephora
Ophiomitrella corynephora är en ormstjärneart som beskrevs av Hubert Lyman Clark 1923. Ophiomitrella corynephora ingår i släktet Ophiomitrella och familjen knotterormstjärnor. Inga underarter finns listade i Catalogue of Life.